# Renáta Zajíčková
Renáta Zajíčková (* 17. srpna 1967 Praha) je česká politička a pedagožka, od října 2021 poslankyně Poslanecké sněmovny PČR za ODS, od roku 2018 zastupitelka, v letech 2018 až 2019 1. místostarostka a v letech 2019 až 2022 starostka městské části Praha 5.

## Život
V roce 1991 absolvovala studium oboru český jazyk a základy společenských věd na Pedagogické fakultě Univerzity Karlovy v Praze, na téže fakultě pak v roce 2004 úspěšně ukončila také navazující studium pro vedoucí pracovníky ve školství. Své zkušenosti ve funkci starostky čerpá mimo jiné z praxe ve vedení státních i soukromých školních zařízení. Renáta Zajíčková je vdaná a má tři syny. Ve volném čase se věnuje sportu, četbě, chalupaření a ráda pobývá v přírodě.

## Politické působení

### Poslankyně, předsedkyně podvýboru pro regionální školství a celoživotní učení (od 2021)
Ve volbách do Poslanecké sněmovny PČR v roce 2021 kandidovala z pozice členky ODS na 8. místě kandidátky koalice SPOLU (tj. ODS, KDU-ČSL a TOP 09) v Praze. Získala 12 874 preferenčních hlasů, a stala se tak poslankyní.
Ve sněmovních volbách v roce 2025 kandiduje ze 7. místa kandidátní listiny koalice SPOLU v Praze.

### Starostka a radní pro školství Prahy 5 (2019–2022)
V komunálních volbách v roce 2018 byla zvolena zastupitelkou městské části Praha 5, když z pozice nestraničky vedla tamní kandidátku ODS. 1. místostarostkou Prahy 5 se Renáta Zajíčková stala na sklonku roku 2018 po volbách do zastupitelstev obcí 2018, ve kterých kandidovala za ODS.
17. září 2019 nahradila ve funkci starosty Městské části Praha 5 Daniela Mazura (Piráti), který byl odvolán poté, co členové koalice z ANO, ODS a SNOP 5 odmítli další spolupráci s Českou pirátskou stranou.
Renáta Zajíčková se jako starostka angažovala především v otázkách týkajících se školství, sociální politiky a dalšího rozvoje Městské části Praha 5. Jedním z center zájmu je také efektivní fungování místní radnice. Již jako 1. místostarostka poukazovala na špatné výsledky činnosti tehdejšího tajemníka úřadu Josefa Žebery , který byl později za své praktiky zbaven funkce tajemníka a následně pravomocně odsouzen.
Renáta Zajíčková se vyjadřuje pro spolupráci a rozdělení kompetencí mezi zřizovatelem a řediteli škol. Jako majitelka Gymnázia mezinárodních a veřejných vztahů je ve střetu zájmů. Jak upozornil senátor Václav Láska, škola si od městské části Praha 5 pronajímá budovu, kde sídlí. Právní kancelář Havel & Partners, která k záležitosti vypracovala posudek, nicméně střet zájmů neshledala. Důvodem byl především fakt, že nájemní smlouva vznikla v již roce 2013, tedy pět let před vstupem Renáty Zajíčkové do politiky. 
Působení v roli starostky
Její projekty zahrnovaly nová místa ve školách, výstavbu mateřských školek, dětských hřišť a bydlení pro seniory.
V komunálních volbách v roce 2022 kandidovala do zastupitelstva Prahy 5 jako lídryně kandidátky subjektu „SPOLEČNĚ PRO PRAHU 5 (ODS, TOP 09)“. Mandát zastupitelky městské části se jí podařilo obhájit, starostkou se však již nestala. Dne 8. listopadu 2022 byl novým starostou Prahy 5 zvolen Jaroslav Pašmik.